# Goran Ćakić
Goran Ćakić (in serbo Горан Ћакић?; Belgrado, 21 maggio 1980) è un ex cestista e dirigente sportivo serbo.

## Palmarès
- YUBA liga: 1

Partizan Belgrado: 2003-04